# Zofia Posmysz
Zofia Posmysz (23. srpna 1923 Krakov – 8. srpna 2022 Osvětim) byla polská spisovatelka a scenáristka, vězeňkyně nacistických koncentračních táborů.

## Život

### Válka a život v koncentračních táborech
Narodila se 23. srpna 1923 v Krakově. Její studia na střední obchodní škole přerušila válka. Během okupace pokračovala ve studiu na tajných školách. Aby nebyla vyvezena na nucené práce do Německa, začala pracovat jako servírka v kasinu pro německé důstojníky. S přáteli ze školy se scházela v různých bytech, kde si četli zprávy z ilegálních tiskovin (Biuletyn Informacyjny, Polska Zbrojna). Při této činnosti byla 15. dubna 1942 zatčena a internována na krakovském Montelupichu.
S dalšími padesáti ženami, uvězněnými za účast v odboji, byla 30. května 1942 deportována do KL Auschwitz, kde obdržela vězeňské číslo 7566. Počáteční období pro ni bylo velmi těžké. Pracovala v komandech mimo tábor (Aussenkommnando) – nejprve rozbíjela na podzim rozoranou půdu (Landwirtschaftkommando), poté vysekávala rákosí z rybníků a kosila seno (Wasserkommando).

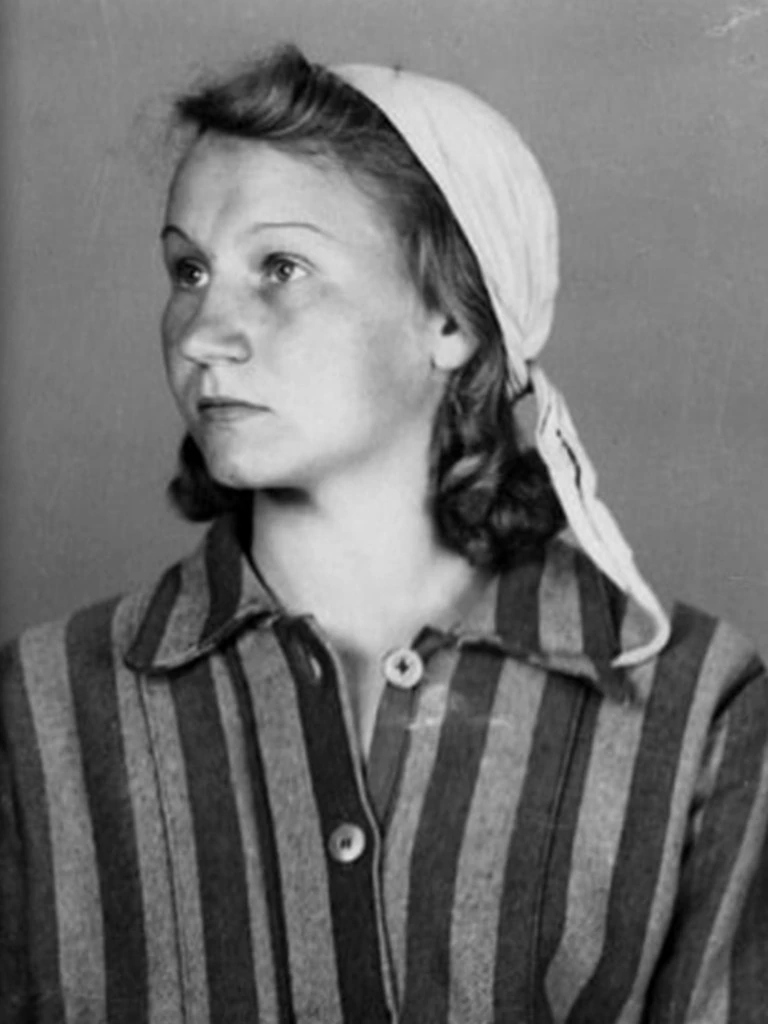
Zofia Posmysz na vězeňském snímku z roku 1942

Po útěku jedné ze spoluvězeňkyň byla její skupina zařazena do trestného oddílu (Strafkommando) na Budach. Tam byly podmínky vůbec nejhorší – ženy dostávaly velmi málo jídla a pracovaly při kácení stromů v lese. Po převedení trestného oddílu do nově utvořeného ženského tábora v Birkenau byla Posmysz vybrána na škrábání brambor (Schälküche), což výrazně zlepšilo její životní podmínky v táboře. V prosinci 1942 onemocněla tyfem[nepřesný odkaz], podařilo se jí však vyléčit. Jistou dobu pracovala jako ošetřovatelka na nemocničním bloku, odkud se dostala zpět ke škrábání brambor a později do kuchyně k obsluze kotlů.
Díky znalosti němčiny byla Posmysz v polovině roku 1943 vybrána jako písařka (Schreiberin) do skladu chleba a kuchyně (Schreibstube Küche und Brotmagazin). Na tomto výhodném postu se udržela až do evakuace tábora na počátku roku 1945. Po pochodu smrti byla transportována do KL Ravensbrück a odtud do pobočného tábora v Neustadtu-Glewe, v němž se 2. května 1945 dočkala osvobození.

### Poválečné období
Po návratu do vlasti nemohla Zofia Posmysz najít v Krakově práci, proto se přestěhovala k sestře do Varšavy. Začala pracovat jako korektorka v redakci novin Głos Ludu, v nichž v roce 1945 debutovala svědectvím o esesmance Irmě Grese v článku Znam katów z Belsen. Więźniarka z Oświęcimia opowiada o działalności oskarżonych w Lüneburgu, jenž byl publikován již v roce 1945. Snažila se rovněž doplnit si nedokončené vzdělání. V roce 1946 složila maturitní zkoušku a nastoupila na studia polonistiky na Varšavské univerzitě. Po jejím absolvování začala v roce 1952 pracovat v rozhlase Polskie Radio. V roce 1960 se vdala za spisovatele a redaktora Polského rádia Jana Piaseckého.
V roce 1976 odešla spisovatelka do důchodu. Volného času využila k mnohým cestám do zahraničí – cestovala po Evropě a v roce 1985 strávila půl roku v USA u své přítelkyně z koncentračního tábora Auschwitz Marty Sawické. V roce 1989 se stala členkou SPP (Stowarzyszenie Pisarzy Polskich). Po zbytek života se účastnila mnoha společenských, kulturních i vzdělávacích akcí. Roku 2006 byla ve skupině přeživších osvětimský tábor, kteří pozdravili při návštěvě tehdejšího papeže Benedikta XVI., původem Němce.
Její manžel Jan Piasecki zemřel roku 1985. Byli bezdětní. Posmysz zemřela roku 2022, dva týdny před 99. narozeninami, v hospicu ve městě Osvětim.

## Dílo

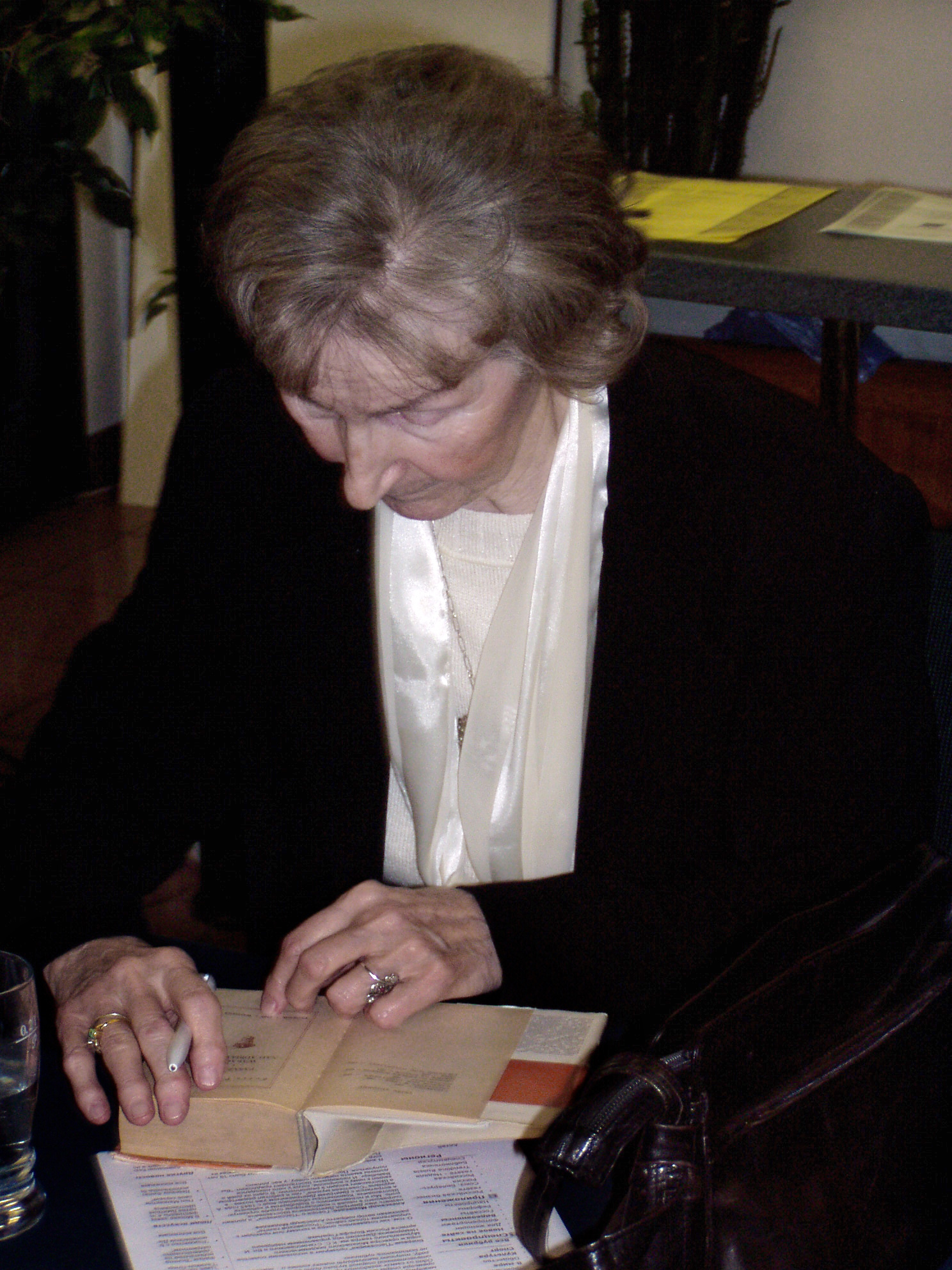
Zofia Posmysz podepisuje svoji knihu při setkání s veřejností v krakovském Centru židovské kultury (25. 1. 2007)

Zofia Posmysz je známá jako autorka mnoha reportáží a rozhlasových relací (souborně vyšly v knize Miejsce na ścianie, 1972), ale také jako spoluautorka rozhlasového románu W Jezioranach (do roku 1976), který se vysílá dodnes a má více než 2 300 pokračování.
V roce 1959 připravila Posmysz rozhlasový pořad Pasażerka z kabiny 45 (rovněž televizní adaptaci), na jehož základě režisér Andrzej Munk zpracoval film Pasażerka (po jeho tragické smrti snímek dotočil jeho asistent Witold Lesiewicz – premiéra se konala v den druhého výročí Munkova úmrtí, 20. září 1963). Film i přes svou patrnou torzovitost získal ocenění na MFF v Cannes v roce 1964 a mnoho dalších cen na festivalech v Itálii, Československu, Finsku i Polsku. Mezitím Zofia Posmysz zpracovala svoji rozhlasovou relaci jako román (s titulem Pasażerka vyšel v roce 1962). Příběh ukazující tábor očima esesmanky si rychle získal popularitu, kterou ještě umocnila filmová adptace. Před zahájením natáčení se dokonce musela sejít speciální komise, jež měla posoudit, zda je vhodné ukazovat na filmovém plátně esesmany chovající se lidsky (proti se mimo jiné postavila Wanda Jakubowska). Posmysz se jako jedna z prvních snažila vyvrátit představu o tom, že všichni dozorci byli pouze nelidské, sadistické bestie. Podle románu Pasażerka vznikla rovněž stejnojmenná opera polsko-ruského autora Mieczysława Weinberga. Vytvořil ji už v 70. letech, premiéry se však dočkala teprve 25. prosince 2006 v Mezinárodním domě hudby v Moskvě.
Další prací Z. Posmysz zabývající se životem v koncentračním táboře byla kniha Prázdniny na Jadranu (Wakacje nad Adriatikiem, 1970), psaná ve formou vnitřního monologu, jímž autorka zachytila každodenní boj vězňů o život. Román vznikl na podnět manžela Zofie Posmysz Jana Piaseckého, který navrhl, aby užila pohledu z druhé strany, pohledu vězně. Prožitky hlavní hrdinky jsou velmi podobné tomu, co ve skutečnosti autorka v táboře sama zažila, i když jde ve skutečnosti o syntézu zážitků více lidí.
Koncentráčnickou tematikou se zabývají ještě další dvě práce Zofie Poszmysz. Sbírka Ten sam doktor M. (1981) obsahuje tři povídky, z nichž titulní je věnována práci lékaře Janusze Mąkowského, který v koncentračním táboře v Osvětimi pomohl zachránit mnohé lidské životy (mj. i Z. Posmysz). Povídka Zengerin na základě vlastní zážitků autorky zachycuje kruté pracovní a životní podmínky žen odsouzených k pobytu v trestním oddílu. Povídka Ave Maria zobrazuje nesnadný návrat bývalých vězňů do normálního života.
Vzpomínková relace Do wolności, do śmierci, do życia (1996), napsaná klasickou memoárovou formou, popisuje moment osvobození autorky a její cestu domů z koncentračního tábora Neustadt-Glewe do Polska přes území obsazená Rudou armádou.
Ve své tvorbě se Zofia Posmysz neomezila pouze na tematiku spojenou s koncentračními tábory. Náměty ze současnosti se promítly do jejích románů Mikroklimat (1975), Cena (1978), Wdowa a kochankowie (1988), novel Drzewo do drzewa podobne (1977) a Człowiek spod kaloryfera (1979) nebo do sbírky povídek Przystanek w lesie (1965). Stala se rovněž autorkou scénářů pro filmy natočených podle jejích předloh – kromě zmiňovaného filmu Pasażerka (1963) také Cierpkie głogi (1966) a Mały (1970).

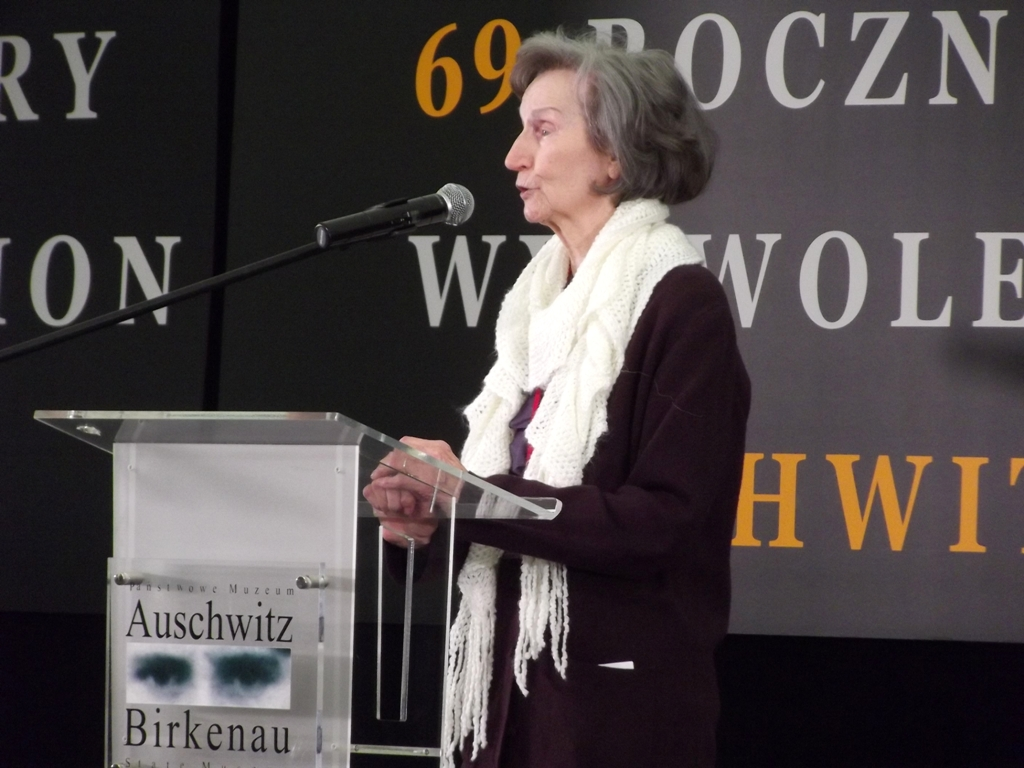
Zofia Posmysz